# ペモリン
ペモリン(Pemoline) は、アンフェタミン類とは化学構造が異なるOxazolidine誘導体の精神刺激薬である。ドーパミンの放出を促進し再取り込みを阻害する。日本ではナルコレプシーや軽症うつ病などに適応がある。しかし、日本のうつ病のガイドラインでは使用は推奨されない。米国では肝臓障害による死亡を受け、2005年に販売を停止し他の国でも販売を中止した。日本では商品名ベタナミンで販売される。処方箋医薬品である。
向精神薬に関する条約のスケジュールIVに指定されている。麻薬及び向精神薬取締法の第三種向精神薬である。

## 薬理
ペモリンは、アンフェタミン類とは化学構造が異なる精神刺激薬で、ドーパミンの放出を促進し再取り込みを阻害する。他の精神刺激薬とは異なり、交感神経への賦活作用は少ない。ナルコレプシーなどには効果発現まで3-4週間かかる。ペモリンでは多幸感が極めて少なく、不安感や焦躁感が強く出る傾向にあるため、乱用は少ない。同種の他の物質と違って、ペモリンには食欲抑制作用はない。
精神刺激薬としての作用はカフェインやエフェドリンより強力だが、アンフェタミンやメチルフェニデートほどではない。一方で、アンフェタミンとメチルフェニデートの中間程度の中枢興奮作用を持つとする文献もある。
添付文書にある「薬効薬理」は以下の通り。
1. ナルコレプシー及び近縁傾眠疾患に対して、覚醒作用、全般的精神賦活作用、大脳皮質の賦活作用と脳幹の鎮静作用を有する（ラット、マウス、ウサギ、ネコ、イヌ、ヒト［健康成人］）
2. うつ病、うつ状態に対して、中枢興奮作用に基づく抗うつ作用を有する（マウス）

## 医療用途
覚醒作用、精神賦活作用、大脳皮質の賦活作用と脳幹の鎮静作用を示し、ナルコレプシーおよび近縁傾眠疾患の傾眠傾向、精神的弛緩の改善に使用されている。
発売当初は、統合失調症の陰性症状に対しても、処方が試みられていた。

### 適応
日本での適応は、軽症うつ病、抑うつ神経症、ナルコレプシーおよび近縁傾眠疾患である。

### 剤型

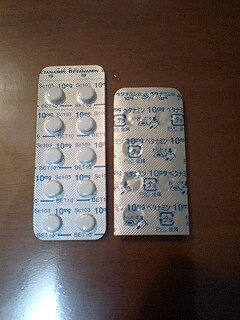
ベタナミン錠（10mg）

日本では、三和化学研究所からベタナミン錠が10mg、25mg、50mgの3種類の剤形で発売されており、それぞれ薬価は 10.00 円、22.50 円、45.40 円である。なお、軽症うつ病及び抑うつ神経症の適応があるのは10mg錠のみである。かつては、セントラミン（武田）、マイアミン（大日本）も発売されていた。
アメリカではかつてCylertの商品名で販売された。ドイツではTradonである。スペイン語圏で一般的なものとして、Magnesium Pemoline 50mg錠がある。
収益が少ないため製造企業は製造中止も検討していたが、当時、傾眠疾患の治療薬の選択肢がほとんどなく、傾眠疾患の治療専門家らの要望で存続することとなった。現在では、モダフィニルが発売されている。発売当初は、その適応がナルコレプシーのみで、更に2018年4月から規制が厳しくなったことも相俟って、特発性過眠症などナルコレプシーではない傾眠疾患には処方できなかったが、2020年2月21日よりモダフィニルは特発性過眠症の適応を承認された。ペモリンは保険診療上、特発性過眠症の適応を有していない。

## 診療ガイドライン
日本うつ病学会のうつ病の診療ガイドラインでは、軽症のうつ病では安易な薬物療法は推奨されておらず、また用いるとしても精神刺激薬ではなく、抗うつ薬が選択される。

## 有効性
日本では1960年には発売されている。アメリカでは、以前はADHDの治療に使われたことがあったが、2005年には他の製剤も使えるようになっていることから、肝毒性のリスクが利益を上回ると判断した。このため、英国など数か国でペモリンは市場から撤退することとなった。
ナルコレプシーなど傾眠疾患の治療においても、モダフィニルのような標準的に推奨される他の薬剤が使用できるようになっている。
癌患者の疼痛緩和治療に使われるオピオイド（鎮痛性麻薬）による治療の副作用の眠気に対して、ペモリンが眠気を改善する可能性はあるが、使用のための科学的根拠はほとんど存在しないため専門家との相談のうえで使用の検討を推奨するとされている。
高齢者ではペモリンの使用は一般に避けるのが望ましい。

## 代謝
ペモリンは、腸で急速に吸収され、肝臓に運ばれる。生体内での消失半減期は、約12時間と長いため（比較としてメチルフェニデートの半減期は約3時間）、服用を1日当たり1回として投与することが可能である。

## 副作用
乱用は少ないとされるが妄想出現の報告はある。
また不眠の他に、投与後15～30分で一過性逆説的傾眠を起すことがあるとの注意が添付文章内に記されている。
離脱時には、大半の精神刺激薬において抑うつや消耗がみられ、こうした現象はカフェインでも見られる。
ドイツにおいては、2000年にペモリンの使用により肝酵素値の上昇と肝毒性反応が認められたことから、ドイツ医師医薬品委員会は処方制限に踏み切った。ペモリンは、他の治療（メチルフェニデートなど）で効果がみられない場合や、それだけでは十分でない場合にのみ、肝機能に十分注意した上で処方が認められた。
アメリカではペモリンの使用に伴う肝臓障害による13名の死亡を受け、注意欠陥・多動性障害の治療に際し、薬剤の利益を上回る危険性と位置づけ、2005年にはアボット・ラボラトリーズや後発医薬品の製造企業は販売を停止することで合意した。

## 他薬剤との相互作用
- 昇圧剤：ペモリンの交感神経刺激作用による作用増強[12]
- MAO阻害剤：ペモリンの交感神経刺激作用による作用増強[12]
- グアネチジン：降圧作用を減弱（ペモリンが交感神経遮断作用に拮抗）[12]

## 精神医学研究における位置付け
2010年代になって、ペモリンは高用量投与によって実験動物の自傷行為モデルを作成できるため、動物実験でしばしば利用されつつある。しかし、ペモリンを疾病治療に使用することを前提とした論文は基礎研究・臨床研究いずれもほとんど発表されていない。

## 規制
乱用の可能性があるため、規制法にて分類されている。
国際的には向精神薬に関する条約のスケジュールIVに指定されている。日本では麻薬及び向精神薬取締法の第三種向精神薬である。